# انزلاق الطريق

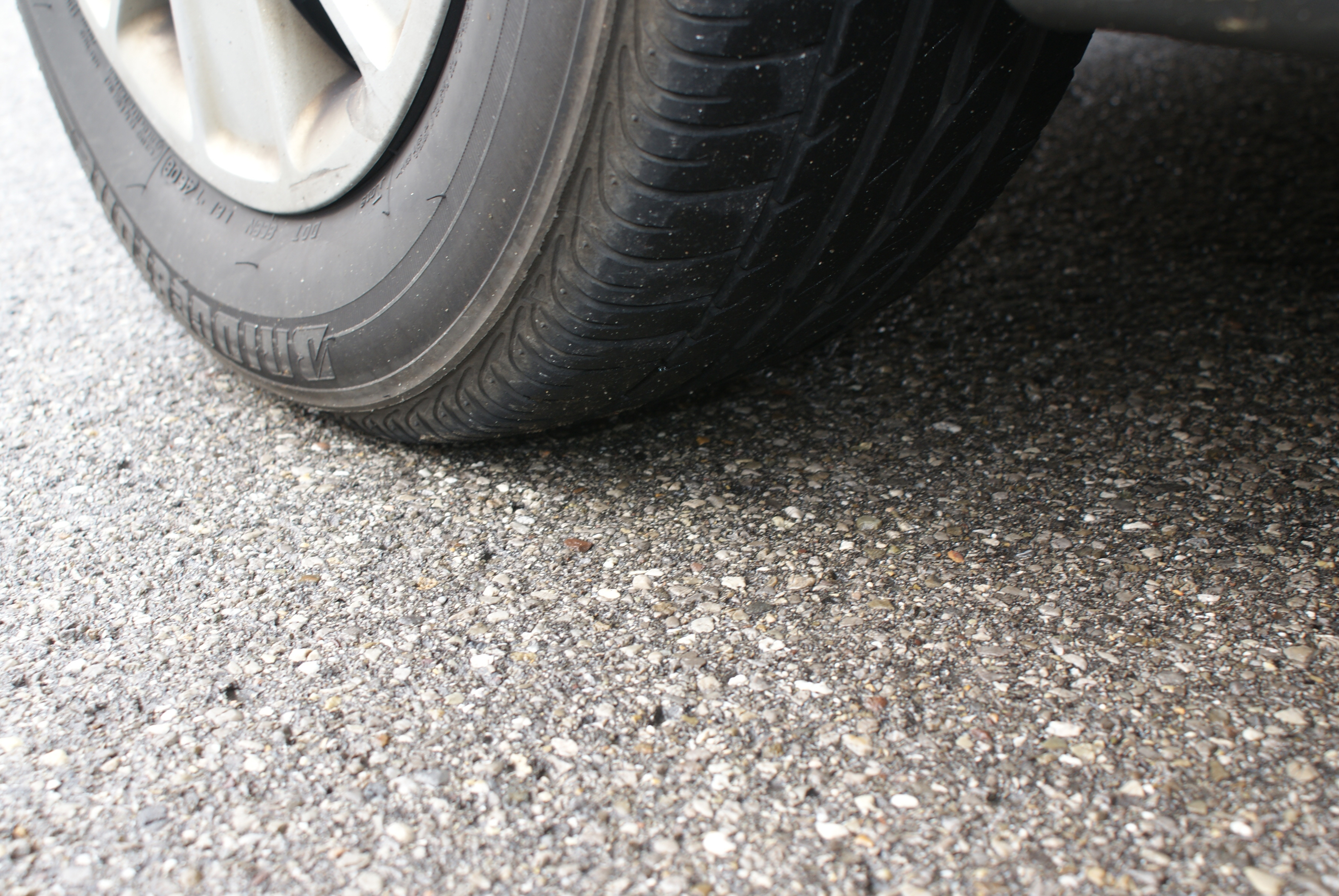
أسطح الطرق الملساء تضمن نقل جيد للطاقة

انزلاق الطريق (بالإنجليزية: Road slipperiness)‏ (مقاومة الانزلاق المنخفضة بسبب الاحتكاك غير الكافي للطريق) هو المصطلح التقني للتأثيرات التراكمية للثلج والجليد والماء والمواد السائبة وملمس سطح الطريق على الجر الناتج من عجلات المركبة.
يمكن قياس انزلاق الطريق إما من حيث الاحتكاك بين عجلة الغزل بحرية والأرضية، أو مسافة الكبح في مركبة الكبح، ويرتبط بمعامل الاحتكاك بين الإطارات وسطح الطريق.
تنفق وكالات الأشغال العامة جزءًا كبيرًا من ميزانيتها في قياس وتقليل الانزلاق في الطرق. حتى الزيادة البسيطة في انزلاق جزء من الطريق يمكن أن تزيد من معدل الحوادث في قسم الطريق بعشرة أضعاف. تشمل أنشطة الصيانة التي تؤثر على الانزلاق تصريف المياه وإزالة الثلوج وكنس الشوارع. قد تشمل التدابير الأكثر كثافة التجليخ الألماسي لقارعة الطريق التي اهترأت على نحو سلس أو معالجة سطحية مثل تفريش طبقة من اللاصق السطحي [الإنجليزية] أو إنجاز طبقة جديدة من الإسفلت.
هناك مشكلة معينة تتعلق بالسلامة على الطرق وهي الاحتكاك المنقسم أو الانقسام؛ (mu)؛ عندما يختلف الاحتكاك بشكل كبير بين مسار عجلة اليسار واليمين. قد لا يُعتبر الطريق خطيرًا عند التسارع أو الانطلاق أو حتى الفرملة بلطف، ولكن في حالة الكبح الشديد، فإن الاختلاف في الاحتكاك سيؤدي إلى بدء السيارة في الدوران باتجاه الجانب الذي يوفر فرملة أكبر. قد يتسبب الاحتكاك المنفصل في تجويف الشاحنات المفصلية، بينما قد تواجه الشاحنات المقطورة ظواهر تأرجح المقطورة. قد يكون سبب احتكاك المنقسم هو إصلاح غير مناسب لمواقع الطرق مما يؤدي إلى تباين كبير في الملمس (الطرق) والألوان (الجليد الرقيق على بقع سوداء ممهدة حديثًا أسرع من الجليد في الإسفلت الرمادي القديم) عبر مقطع الطريق.

## قياس

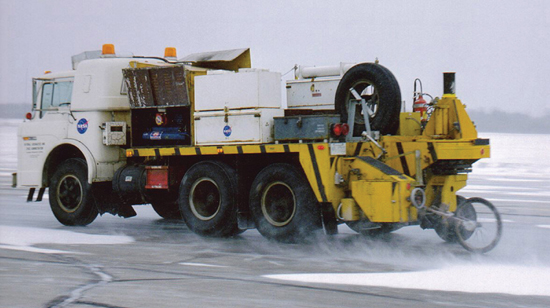
جهاز اختبار الاحتكاك السطحي، يستخدم لقياس درجة انزلاق الطريق

هنك طريقتان لقياس انزلاق الطريق هما اختبار الاحتكاك واختبار مسافة التوقف.
يمكن لاختبار الاحتكاك استخدام أجهزة اختبار الاحتكاك السطحي أو أجهزة اختبار الاحتكاك المحمولة، ويشمل ذلك السماح لكائن متحرك بحرية، عادةً ما يكون عجلة، بالتحرك ضد السطح. عن طريق قياس المقاومة التي تواجهها العجلة، يمكن العثور على الاحتكاك بين الأرض والعجلة. 
يتضمن اختبار مسافة التوقف إجراء توقف طارئ في مركبة الاختبار وقياس المسافة المطلوبة للتوقف. يمكن قياس ذلك إما من خلال طول علامات الانزلاق التي تركتها السيارة، أو من خلال طريقة «الطباشير إلى البندقية»، حيث يتم توصيل الفرامل بمسدس صغير مملوء بمسحوق الطباشير، والذي يمثل النقطة التي تكون فيها الفرامل نفذت. يتمتع هذا بميزة قياس مسافة التوقف الكاملة، في حين أن قياس علامات الانزلاق فقط لا يقيس إلا المسافة من النقطة التي بدأت فيها العجلات في القفل أو الانزلاق. 
قياس مقاومة الانزلاق لم ينسجم عالميا حتى الآن على الرغم من عدة محاولات مثل مشروع FEHRL HERMES.  تعمل منظمة المعايير الأوروبية ( CEN ) على هذا الموضوع منذ عدة سنوات من خلال لجنتها CEN / TC 227 - مواد الطرق.  تم تقديم مساهمات في هذا من خلال مشروع FP7 Tyrosafe  الذي يهدف إلى رفع مستوى الوعي والتنسيق والاستعداد للتنسيق الأوروبي وتحسين التقييم وإدارة معايير التفاعل بين الإطارات والطريق من أجل زيادة السلامة ودعم عملية تخضير مواصلات الطرق . سيوفر هذا المشروع ملخصًا للحالة الراهنة للفهم العلمي وتطبيقه الحالي في معايير مختلفة. سيحدد احتياجات البحث في المستقبل ويقترح طريقًا للمضي قدمًا في سياق الأهداف المستقبلية لإدارات الطرق من أجل تحسين ثلاثة خصائص رئيسية للطرق: مقاومة الانزلاق، مقاومة الدوران وانبعاثات ضوضاء الإطارات / الطريق.

## تقليل
يمكن أن يسهم الانزلاق في الطرق في حوادث السيارات . في عام 1997، وقع أكثر من 53.000 حادث بسبب الطرق الزلقة في المملكة المتحدة من أصل ما يقدر بنحو 4.000.000 حادث (أو حوالي 1.3 في المائة).  يمكن أن يكون للتغير البسيط في انزلاق الطرق تأثير كبير على الاحتكاك السطحي: إن تقليل معامل الاحتكاك من 0.45 إلى 0.35، أي ما يعادل إضافة غبار من الثلج الرطب، زاد من معدل الحوادث بنسبة 1000٪ تقريبًا.  على هذا النحو، فإن وكالات الطرق لديها عدد من الأساليب لتقليل الانزلاق في الطرق. يتم تصميم معظم الطرق مع مقطع عرضي محدب لتوفير صرف كافي، وبالتالي السماح بتصريف المياه السطحية خارج الطريق. تتضمن أقسام المشكلات مداخل ومنافذ  المصارف  الخارجية، حيث يكون الميل المقطعي قريبًا من الصفر. ما لم يكن لهذه المقاطع ميل طولي لا تقل عن 0.4 - 0.5٪، فإن معامل التصريف (الناتج عن ميل التقاطع والميل الطولي) سيكون أقل من 0.5٪ وبالتالي لن ينفد الماء من سطح الطريق. قد يتم تثبيت مصارف العواصف على فترات منتظمة، وقد تم تصميم مواد الرصف الحديثة لتوفير احتكاك عالي في معظم الظروف. يسمح الرصف القابل للنفاذ بالماء بأن ينقع خلال مواد الرصف، مما يقلل من النحافة في الظروف المعاكسة للغاية.
يمكن الوقاية من انزلاق الطريق أو تأخيره عن طريق تصميم الرصيف المناسب. يجب اختيار الركام المستخدم في الرصيف بعناية، حيث قد تلميع بعض الركام مثل الدولوميت، أو تلبس بشكل سلس تحت تأثير الإطارات. مع الأرصفة الإسفلتية والمعالجات السطحية، يمكن أن يؤدي استخدام الكثير من مستحلبات الإسفلت أو الإسفلت إلى حدوث نزيف أو احمرار، وهي حالة يرتفع فيها الإسفلت الزائد إلى أعلى ويملأ نسيج الطريق. تزيد كلتا المشكلتين من الانزلاق، خاصة عندما يكون الرصيف مبللاً.
بمجرد ضياعها، يمكن استعادة قوام الرصيف بإجراءات إعادة تشكيل مثل، والمعالجات السطحية مثل الرقائق والظهور بخرسانة الإسفلت .
إزالة الثلج والجليد تقلل أيضًا من انزلاق الطرق ؛ يمكن أن تسحب كاسحة ثلوج ومنفاخ الثلج الثلج من سطح الطريق بينما يسقط المزارعون الملح والرمل على الطريق، والذي يذوب الثلج والجليد من سطح الطريق، ويوفر سطحًا أكثر صلابة للتمسك به. ومع ذلك، في ظروف الجفاف، يمكن للرمل والملح على سطح الطريق أن يزيدا من الانزلاق في الطرق ويشكلان خطرا على حركة المرور على الطرق، وبالتالي، يتم تنظيف الطرق بواسطة كاسحات الشوارع بعد أعمال الطرق والحفر للتأكد من إزالة جميع المواد السائبة من سطح الطريق.